# Łukacziwka
Łukacziwka (ukr. Лукачівка) – wieś na Ukrainie, w obwodzie czerniowieckim, w rejonie czerniowieckim, w hromadzie Kielmieńce. W 2001 liczyła 751 mieszkańców.